# Brunembert
Brunembert település Franciaországban, Pas-de-Calais megyében. Lakosainak száma 394 fő (2022. január 1.). Brunembert Surques, Selles, Longueville, Quesques, Bournonville, Escœuilles és Henneveux községekkel határos.

## Népesség
A település népességének változása:
| Lakosok száma | 402  | 415  | 425  | 418  | 414  | 412  | 408  | 401  | 394  |
|               | 2013 | 2015 | 2016 | 2017 | 2018 | 2019 | 2020 | 2021 | 2022 |